# Teatro Alameda (Sevilla)
El Teatro Alameda es un edificio ubicado en el barrio de San Gil, en el Casco Antiguo de Sevilla, fundado en los años 1940 como cine. Es un teatro de carácter público dependiente del Instituto de la Cultura y las Artes de Sevilla (icas).
Su programación está orientada a todos los públicos, especialmente para infantil y juvenil. Desde 1981, el Teatro Alameda acoge la Feria Internacional del Títere de Sevilla, la más antigua de España.